# Los ángeles perdidos
Los ángeles perdidos (título original: The Search) es una película estadounidense de 1948 dirigida por Fred Zinnemann. Cuenta la historia de cómo un joven y su madre se buscan el uno al otro en la Europa de la posguerra después de sobrevivir a Auschwitz. Los papeles protagonistas fueron interpretados por Montgomery Clift, Ivan Jandl, Jarmila Novotná y Aline MacMahon.
Varias de las escenas fueron grabadas en el paisaje de ruinas en el que se convirtió Alemania tras la Segunda Guerra Mundial; concretamente en las ciudades de Ingolstadt, Múnich, Núremberg y Wurzburgo.La película se rodó de junio a noviembre de 1947, primero en localizaciones alemanas y, luego, en un estudio de Zúrich, Suiza, donde se grabaron las escenas de interior. A pesar de que se estrenó en los Estados Unidos en marzo de 1948, la cinta no llegó a Reino Unido hasta mayo de 1950. La premier europea, que tuvo lugar el 2 de noviembre de 1949 en el Empire de Leicester Square, sirvió para apoyar a la NSPCC (una asociación fundada en 1889 para proteger a los niños de actos crueles y abusivos). Al evento asistió la entonces Reina María de Teck (también conocida como «Reina madre»).
La interpretación de Ivan Jandl fue reconocida por la Academia con el Premio Juvenil de la Academia, pero el gobierno comunista de Checoslovaquia no le permitió viajar a los Estados Unidos para recoger ni ese premio ni el Globo de Oro que también recibió por su actuación. Zinnemann aceptó el Óscar en su nombre y más tarde le enviaron a Jandl sus premios a Praga.

## Argumento
La película, que transcurre en la Alemania ocupada por los Aliados después de la Segunda Guerra Mundial, comienza con el viaje en tren de unos niños sin hogar (Migrantes Forzados), quienes, bajo el cuidado de la señora Murray y otros trabajadores de la Administración de las Naciones Unidas para el Socorro y la Reconstrucción (UNRRA, por sus siglas en inglés), están siendo conducidos hasta un campo de tránsito donde recibirán ayuda humanitaria. A la mañana siguiente, los funcionarios de la Administración comienzan el arduo proceso de identificación de los niños para reunirlos con aquellos familiares que hayan sobrevivido.
Un joven llamado Karel, que se había criado en una familia checa adinerada, responde «Ich weiß nicht» («No lo sé») a cada una de las preguntas que le hacen los funcionarios. Los nazis deportaron a su hermana y a su padre, que era doctor, mientras que a su madre y a él los enviaron a un campo de concentración. Allí fueron separados. Terminada la guerra, Karel, quien porta un tatuaje con las cifras A24328 con el que se da a entender que la «A» hace referencia a Auschwitz, se mantiene con vida gracias a la comida que recoge, junto a otros niños, de entre la basura. 
Al día siguiente, los funcionarios meten a los niños en camiones y ambulancias para proceder a su traslado a otros campos. En un principio, los integrantes del grupo de Karel se muestran aterrados, pues saben que los nazis utilizaban las ambulancias para gasear a sus víctimas. A pesar de ello, todos acaban montándose. Durante el trayecto, los chicos dan muestras de pánico cada vez que perciben olor a gases de escape. Raoul, un amigo de Karel, decide forzar la puerta trasera del vehículo, y los niños aprovechan para huir. Karel y Raoul intentan cruzar un río para escapar de la UNRRA. Raoul se ahoga, pero Karel consigue ocultarse entre los juncos. 
Más tarde se descubre que la madre de Karel, la señora Malik, sigue con vida. Se inicia entonces una historia paralela en la que se ve a la mujer buscando a su hijo. En uno de los campos de concentración a los que acude para tratar de localizar a su hijo existe un Karel Malik; sin embargo, resulta ser un chico judío que se había apropiado del nombre, en un intento de ocultar su identidad y evitar así represalias, al ver que nadie respondía a esa identidad cuando los nazis pasaban lista. La señora Malik continúa su búsqueda hasta que finalmente llega al campo de la señora Murray. Allí le informan de que su hijo ha muerto ahogado. 
Entretanto Karel conoce a Steve, un ingeniero del ejército de los Estados Unidos que se hace cargo de él. Dado que Karel no se acuerda de su propio nombre, Steve se refiere a él con el nombre de Jim y, como parte de la atención que le presta al chico, le enseña inglés e inicia los trámites necesarios para llevárselo consigo a los Estados Unidos.
A partir de una escena en la que Karel ve a otro niño hablando con su madre, este empieza a recordar a la suya y también el momento en que la vio por última vez, a través de una de las vallas del campo de concentración. Una tarde, convencido de que ese lugar no está lejos, huye en busca de la valla. Lo más parecido que encuentra es la verja de una fábrica, pero no localiza a su madre entre los trabajadores que emprenden el camino de regreso a casa. Steve, por su parte, acaba encontrando a Karel, a quien le dice que hay razones para creer que su madre está muerta, puesto que probablemente fue exterminada en una cámara de gas nada más llegar a Auschwitz. También le hace saber que está tratando de adoptarlo y de llevárselo con él al continente americano para empezar allí una vida nueva.
La señora Malik, quien acaba trabajando para la señora Murray en el campo de la UNRRA, decide dejar su puesto de trabajo para continuar con la desesperada búsqueda de su hijo. La señora Murray le suplica sin éxito que se quede con ellos, puesto que se le da bien cuidar de los niños. Ese mismo día y antes de partir hacia los Estados Unidos, Steve lleva al chico al campo de la UNRRA, a donde espera poder regresar a buscarlo una vez haya completado el papeleo. El chico le resulta familiar a la señora Murray; con la sospecha de que Jim sea Karel, corre hacia la estación de tren para traer de vuelta a la señora Malik, pero el tren ya ha partido. Es entonces cuando la ve caminando hacia ella con el grupo de niños desplazados que ha llegado en el último tren; al verlos bajar del tren, la señora Malik cambió de idea y decidió quedarse.
En el campo de la UNRRA, Steve le pide a Karel que se una al grupo de niños recién llegados. La señora Malik les indica que la sigan y, a pesar de que Karel pasa a su lado, no llegan a reconocerse mutuamente. Pero la señora Malik se gira repentinamente y grita: «¡Karel!». La señora Murray y Steve son testigos del reencuentro.

## Reparto
- Montgomery Clift como Ralph «Steve» Stevenson.
- Ivan Jandl como Karel Malik / «Jim».
- Aline MacMahon como la Sra. Murray.
- Jarmila Novotná como la Sra. Hanna Malik.
- Wendell Corey como Jerry Fisher.
- Mary Patton como la Sra. Fisher.
- Ewart G. Morrison como el Sr. Crookes.
- William Rogers como Tom Fisher.
- Leopold Borkowski como Joel Markowsky.
- Claude Gambier como Raoul Dubois.
- Avigdor (Victor) Murik como el profesor de los niños en la escena de los huérfanos judíos.

## Producción
MGM desembolsó 300 000 dólares estadounidenses de golpe para producir la película. Esta suma fue amortizada tras convertirse en un éxito de taquilla y recaudar más de 850 000 dólares durante el primer año.

## Premios y nominaciones

### Premios Óscar

#### Ganados
- Premio Juvenil de la Academia «por la destacable actuación juvenil de 1948 en Los ángeles perdidos» - Ivan Jandl.
- Mejor argumento - Richard Schweizer y David Wechsler [de].

#### Nominaciones
- Mejor director - Fred Zinnemann.
- Mejor actor - Montgomery Clift.
- Mejor guion adaptado - Richard Schweizer y David Wechsler.

### Otros
- Premio especial de la Oficina Católica Internacional de Cine (OCIC) en el Festival Internacional de Cine de Venecia de 1948. El jurado de la OCIC otorgó este reconocimiento porque, «dada su capacidad para inspirar y su calidad, esta película contribuye al progreso espiritual y al desarrollo de los valores humanos». El crítico de la OCIC, Johanes, destacó la capacidad del film para emocionar.

#### Ganados
- Premio BAFTA de las Naciones Unidas.
- Premio Globo de Oro al Mejor guion - Richard Schweizer.
- Premio Globo de Oro Especial al Mejor actor juvenil - Ivan Jandl.
- Premio Globo de Oro a la Mejor película que promueve la comprensión internacional.

#### Nominaciones
- Premio del Sindicato de Directores - Fred Zinnemann.
- León de Oro del Festival Internacional de Cine de Venecia de 1948 - Fred Zinnemann.

## Recepción
En el New York Times, Bosley Crowther aclamó el film significativamente. Se refirió a este como «un drama de lo más cautivador y gratificante» y destacó «la perfecta combinación de intensidad y espontaneidad con la que Clift había dotado a su personaje».En 2012, comentaron en The Hairpin que «la película ya estaba prácticamente olvidada». Sin embargo, Leonard Maltin la calificó con cuatro estrellas sobre cuatro ya que había sido dirigida y actuada con mucha belleza.
Clint Eastwood ha admitido que la actuación de Clift tuvo una gran influencia para su carrera interpretativa.A pesar de ser muy aclamada por la crítica, la película no cosechó gran éxito en las taquillas.

## Adaptación para la radio
En marzo de 1952, la productora de radio Theatre Guild on the Air presentó una adaptación de una hora de duración locutada por Montgomery Clift y Fay Bainter.

## Remake
En 2014 se estrenó un remake con el mismo título que situaba la trama en la segunda guerra chechena. El filme fue dirigido por Michel Hazanavicious y protagonizado por Berénice Bejo y Annette Bening.